# Сиди Бусхаки
Абу́ Исха́к Ибрахи́м ибн Файд аз-Завави́, более известный как Сиди́ Бусхаки́ (араб. أبو إسحاق إبراهيم بن فايد الزواوي‎ / 1394, Тения, Рояум Зианид — 1453, Тения, Рояум Зианид) — исламский маликитский богослов, толкователь, правовед, лингвист и суфий в суннитской школе маликитского мазхаба.

## Рождение и происхождение
Сиди Бусхаки аз-Зауауи родился в 1394 г. в «Коль-де-Бени-Айча», в деревне «Сумаа» в районе «Тизи-Найт-Айча», в «массиве Хачна», продолжении «Джурджура» в пределах «Кабилье».
Его расширенная родословная — Абу Исхак Ибрагим бин Фаид бин Мусса бин Омар бин Саид бин Аллал бин Саид аз-Завави.

## Биография
Начал свое обучение в деревне Тала Уфелла (Сумаа) в Тении в 1398 г., прежде чем присоединиться к Беджайе в 1404 г., очень молодым, чтобы продолжить учебу.
Там он изучал Коран и фикх Малики в качестве ученика Али Менгуэллети, признанного теолога из Кабилия.
Беджая была в начале 15 века религиозным центром и местом влияния суфизма.
В 1415 году он отправился в Тунис, где углубил свои знания маликитского мазхаба.
Там он изучал тафсир Корана у судьи Абу Абдаллаха Аль Калчани, а маликитский фикх получил от Яакуба Эз-Загби.
Был учеником Абдельвахеда аль-Фариани по основам (уссул) ислама.
Он вернулся в 1420 году в горы Беджая, где углубился в арабский язык у Абд Эль Аали ибн Ферраджа.
В 1423 году он отправился к Константину, где прожил много лет и получил учение о мусульманской вере (акида) и логике у Абу Зейда Абдеррахмана по прозвищу «Эль Без».
Он изучал прозу, стихи, фикх и большинство богословских наук того времени у Ибн Марзука Эль Хафида (1365—1439), учёного из Магриба и Тлемсена, который посетил Константину, чтобы проповедовать свои знания (не путать с его отцом Ибн Марзук Эль Хатиб (1310—1379)).
Затем он присоединился к Мекка для паломничества (Хадж) и учебы, после чего переехал в Дамаск, где посещал учения имама Ибн аль-Джазари по наукам о Коране.
Умер в 1453 году и был похоронен в горах Фения недалеко от Завиет Сиди Бусхаки в своем родном кабильском племени Игававен.

## Завия
Вернувшись в Кабилию в последние несколько лет своей жизни, Сиди Бусхаки затем основал завию, в которой он обучал своих учеников (мюридов) в соответствии с суфийским братством кадирийя суннитского суфизма.
Эта завия была местом интеллектуального и духовного влияния на всю нижнюю Кабилию благодаря своим учениям и курсам посвящения, проводившимся в этом регионе, окруженном Уэд-Иссер и Уэд-Меральдене на берегу Средиземного моря.
Суфийский орден Кадирийа почти не следовал в этой завии в течение трех столетий, пока тарикат Рахмания не взял верх в регионе Альжеруа и Кабилии в качестве модели аскетического курса.

## Работы
Его работы охватывают несколько аспектов исламских наук, в том числе:

### Толкованиеикоранические науки(ат-тафсир ва аль-кира’ат)
- «Тафсир аз-Завави» — это толкование (тафсир) Корана (араб. تفسير الزواوي‎).[36][37]

### Исламский закон(Фикх)
- «Тухфат аль-Муштак» представляет собой краткое объяснение Мухтасара Халила в юриспруденции Малики (араб. تحفة المشتاق في شرح مختصر خليل‎).[38][39]
- «Облегчение пути для экстракта цветов Рауд Халила» — это объяснение краткого изложения юриспруденции Малики Мухтасаром Халилом (араб. تسهيل السبيل لمقتطف أزهار روض خليل‎).[40][41]
- «Наводнение Нила» — это объяснение краткого изложения Мухтасаром Халилом юриспруденции Малики (араб. فيض النيل‎).[42][43]

### Арабский язык
- Поэма Сиди Бусхаки: Стихотворение в объяснении правил грамматического разбора Ибн Хишама аль-Ансари (араб. نظم قواعد الإعراب لابن هشام‎).[44][45][46][47][48][49]
- Талхис аль-Талхис — это объяснение книги по риторике, значениям и заявлениям (араб. تلخيص التلخيص‎).[50]
- Книга, объясняющая Аль-Альфийя Ибн Малика (араб. شرح ألفية ابن مالك‎).[51]

## дальнейшее чтение
- Abdelkrim Bellil. التصوف والطرق الصوفية. — January 2018. — P. 177. — ISBN 9789957353346.

- Ahmad Baba al-Timbukti. نيل الابتهاج بتطريز الديباج. — P. 56-57.

- Ас-Сахави. الضوء اللامع لأهل القرن التاسع، الجزء الثاني. — P. 116.

- Umar Rida Kahhala. معجم المؤلفين. — P. 73.

- Ahmad Ibn al-Qadi. درة الحجال في أسماء الرجال. — www.dorat-ghawas.com. — P. 193.

- Al-Qarafi. توشيح الديباج وحلية الابتهاج. — P. 25-26.

- Ibn Makhlouf. شجرة النور الزكية في طبقات المالكية، الجزء الأول. — January 2010. — P. 378. — ISBN 9782745137340.

- Abderrahmane Djilali. كتاب تاريخ الجزائر العام. — P. 120-121.

- Rabah Khedoussi. موسوعة العلماء والأدباء الجزائريين، الجزء الثاني. — January 2014. — P. 97-98. — ISBN 9796500167794.

- Al-Zoubaïri. الموسوعة الميسرة في تراجم أئمة التفسير والإقراء والنحو واللغة. — P. 74.

- Adel Newihedh. معجم أعلام الجزائر من صدر الإسلام حتى العصرالحاضر. — P. 160.

- Belkacem El Hafnaoui. تعريف الخلف برجال السلف. — P. 5-6.

- Al-Dawudi. طبقات المفسرين. — January 2002. — P. 18. — ISBN 9782745133281.

- Ismaïl Bacha. كشف الظنون. — P. 205.

- Ibn Marzuq al-Hafid. الألفية الصغيرة المسماة الحديقة في علوم الحديث الشريف. — January 2018. — P. 37. — ISBN 9782745185723.

- Ibn Marzuq al-Hafid. نور اليقين في شرح حديث أولياء الله المتقين. — January 2016. — P. 31. — ISBN 9782745101891.

- Al-Ghallaoui. نظم بوطليحية. — P. 83.